# Арсеник
Арсѐникът е вещество, съдържащо арсен, а именно диарсенов триоксид (двуарсенов триокис) As2O3. Това вещество има бял цвят. То е силна отрова. Използва се в медицината за приготвяне на различни лекарства. В бита се употребява като отрова за гризачи, известна също под името мишеморка. 
В миналото арсеникът е бил използван и за престъпни цели, тъй като е бил трудно откриваем в човешкото тяло. Положението се променя след създаването на т.нар. проба на Марш.